# سوتوزار میلتیچ (سومبور)
سوتوزار میلتیچ (به صربی: Svetozar Miletić) یک منطقهٔ مسکونی در صربستان است که در Sombor District واقع شده‌است. سوتوزار میلتیچ ۲٬۷۴۶ نفر جمعیت دارد.